# Битка при Фридлинген
Битката при Фридлинген (на немски: Schlacht bei Friedlingen) е битка през Испанската наследствена война (1701 – 1714). Тя се провежда на 14 октомври 1702 г. в тристранния триъгълник пред вратите на Базел (Швейцария) и ок. 60 км южно от Фрайбург в Брайзгау при Фридлинген (днес част от Вайл ам Рейн) в Германия.

## Предистория
След смъртта на последния испански Хабсбургер, Карлос II ок. 1700 г. неговите зетьове, хабсбургският римско-немски император и френският крал имат претенции за испанския трон. Император Леополд I започва на 9 юли 1701 г. в Италия Испанската наследствена война с битката при Карпи против френския крал Луи XIV.
Свещена Римска империя се включва във войната с имперската войска едва на 30 септември 1702 г. на страната на императора. Курфюрст Максимилиан II Емануел от Бавария и брат му архиепископът на Кьолн Йозеф Клеменс Баварски подкрепят френския крал.

## Ход на битката
Имперският генерал-фелдмаршал Лудвиг Вилхелм, маркграф на Баден-Баден е главен военен командир на имперската армия и прави опит да предотврати обидинението на френската армия с баварската войска. Френската войска се командва от маршал Вандом Клод дьо Вандом. Войските се бият на 14 октомври 1702 г. при Фридлинген. Битката завършва без ясен попедител. Обединението на френската и баварската войска е предотвратено за първата военна година. Маркграфът има тежки загуби, хабсбургскта страна има 335 убити и 742 ранени, французите имат 1703 убити и 2601 ранени.

## Последици
След оттеглянето на имперската войска френският маршал Вилар завладява на 15 октомври дворец Фридлинген и го разрушава. Маркграфството е дадено за ограбване. Във Вайл ам Рейн има загуби от 447 662 гулдена, също околните села претърпяват големи загуби.

### Исторрически роман
- Anton Hermann Albrecht: Des Markgrafen Leibmedicus – Erzählung aus den Tagen des Türken-Louis, Neuausgabe der Erstausgabe von 1882, Verlag Friedrich Resin, Weil am Rhein 1984